# Jim Crow

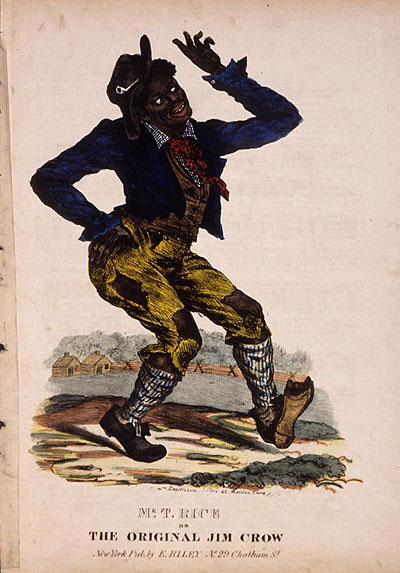
Thomas D. Rice als Jim Crow

Der Ausdruck Jim Crow („Jim, [die] Krähe“) war in den USA im 19. Jahrhundert die Bezeichnung für das Stereotyp eines tanzenden, singenden Schwarzen, der vor allem in den Minstrel Shows ein beliebtes Thema war. Geschaffen wurde die Bühnenfigur vermutlich vor 1832 von dem weißen Komiker Thomas D. Rice, der mit Blackface auftrat.
Der Begriff wurde mit der Zeit im Rahmen der Rassendiskriminierung von Afroamerikanern und anderen Schwarzen kritisch genutzt, vor allem für die „Jim-Crow-Gesetze“. Heute dient Jim Crow als Bezeichnung für das umfassende System zur Aufrechterhaltung einer Rassenhierarchie in allen Bereichen der amerikanischen Gesellschaft.

## Geschichte
Im 19. Jahrhundert wurde „Jim Crow“ die Bezeichnung für das Stereotyp eines tanzenden, singenden, mit sich und der Welt zufriedenen, sympathischen aber faulen und zum Teil auch stehlenden schwarzen Sklaven, der vor allem in den Minstrel-Shows ein beliebtes Thema war. Entsprechende schwarze Figuren wurden mindestens seit dem frühen 19. Jahrhundert von mehreren weißen Komikern als sogenanntes Blackface dargestellt. Geprägt wurde die Figur von dem Komiker Thomas D. Rice und dessen charakteristischer Nummer Jump Jim Crow, die auf Folklore der schwarzen Sklaven beruht. Sie bezeichneten ihn nach der intelligenten und diebischen Krähe als trickreichen Schwindler und widmeten ihm das Lied Jump Jim Crow. Ausgehend von dieser Bedeutung wurde eine Reihe von US-Gesetzen, mit denen von 1877 bis 1964 die Rassentrennung (vor allem zwischen Afroamerikanern und Weißen) festgeschrieben wurde, von Kritikern die „Jim-Crow-Gesetze“ (Jim Crow Laws) genannt. Diese Zeit wird als „Jim-Crow-Ära“ (Jim Crow Era) bezeichnet.

## Hintergrund
In der zweiten Hälfte des 19. Jahrhunderts stellten das Ende der Sklaverei nach dem Amerikanischen Bürgerkrieg und die Emanzipationsbestrebungen die allgemein verbreitete Rassendiskriminierung sowie die vor allem in den Südstaaten traditionelle Rassentrennung in Frage. Nach dem Abschluss der Reconstruction verabschiedeten mehrere Bundesstaaten Gesetze, welche die Rassentrennung im täglichen Leben rechtlich zementierten. Der Oberste Gerichtshof, der Supreme Court, bestätigte die Gesetze 1896 de facto in seiner Entscheidung Plessy v. Ferguson und bestimmte, dass Rassentrennung – im konkreten Fall ging es um getrennte Eisenbahnabteile – zulässig sei, wenn die den Weißen und Schwarzen zustehenden Einrichtungen  gleichwertig seien. Dieser Grundsatz wurde als Separate but equal („getrennt, aber gleich“) bekannt.
Diese Gesetze sowie ihre Umsetzung wurden im Zuge der amerikanischen Bürgerrechtsbewegung (Civil rights movement) in den 1950er und 1960er Jahren nach und nach abgeschafft bzw. aufgehoben. Der Supreme Court urteilte 1954 im Prozess Brown v. Board of Education, dass Gleichheit bei Rassentrennung in der Praxis unmöglich sei, und erklärte die Rassentrennung an staatlich finanzierten Schulen für unzulässig. Der Civil Rights Act of 1964 hob alle noch bestehenden Jim-Crow-Gesetze auf.

## Jim Crow Car

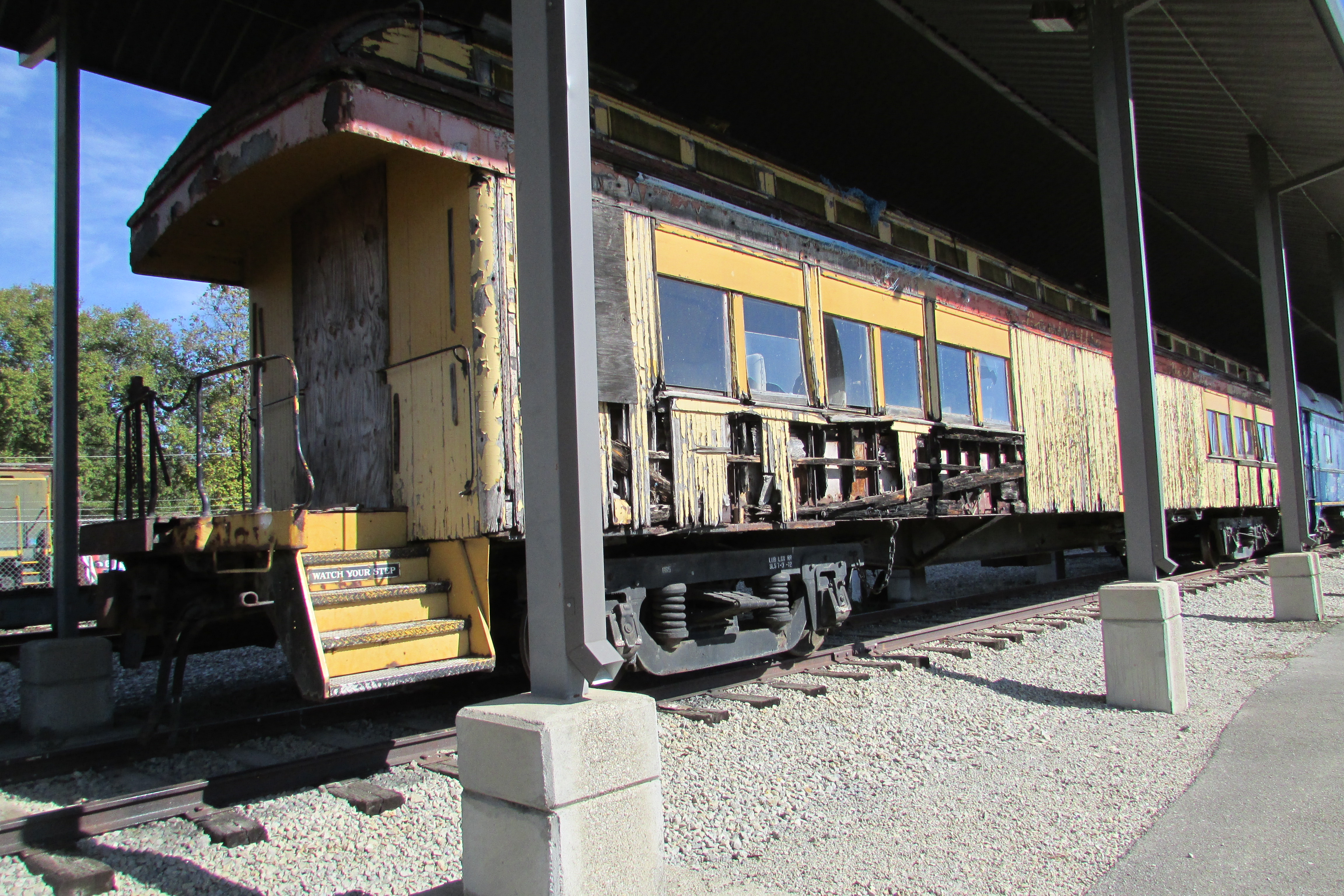
Waggon im Eisenbahnmuseum von Kentucky: Jim Crow Car

Schaffner der Massachusetts-Eisenbahnen benannten 1838 die für Betrunkene, arme Weiße und Schwarze bestimmten, besonders schmutzigen und zugigen Waggons als „Jim Crow cars“. Dies führte von 1838 bis 1843 zu Protesten gegen die Eisenbahngesellschaft. Abolitionisten wie Charles Lenox Remond, Frederick Douglass und David Ruggles weigerten sich, ihre Plätze erster Klasse zu verlassen und lieferten sich teils gewaltsame Auseinandersetzungen mit dem Zugpersonal. Schwarze Aktivisten wehrten sich gegen Anschuldigungen, dass schwarze Fahrgäste stänken und weiße Frauen belästigten. Sie wiesen darauf hin, dass vor dem Bürgerkrieg weiße Männer und Frauen oft neben schwarzen Sklaven reisten, ohne dass es derartige Beschwerden gegeben hätte.
Auch in Kentucky, Tennessee und Alabama gab es von 1913 bis 1965 Züge mit getrennten Abteilen und Toiletten für Weiße und Schwarze.

## Gegenwart laut Cornel West
Der afroamerikanische Theologe und Ethiker Cornel West spricht von einer neuen Jim-Crow-Welle, die sich in der heutigen Zeit in den USA ausgebreitet habe; diese äußere sich nicht durch in Gesetzen manifestierte Rassentrennung, sondern durch die de facto schlechtere Behandlung von Afroamerikanern durch die Polizei oder vor Gericht. Als Beispiele hierfür nennt er unter anderem die prozentual höhere Verurteilungsrate von Afroamerikanern gegenüber Weißen für die gleichen Delikte und die in New York City gängige Polizeipraxis des Stop-and-frisk, bei der vor allem Afroamerikaner und Latinos ohne speziellen Verdacht auf der Straße angehalten und nach Waffen oder Drogen durchsucht werden.